# Estación Miraflores (Catamarca)
Miraflores es una estación de ferrocarril ubicada en la localidad del mismo nombre en el Departamento Capayán, en la provincia de Catamarca, Argentina.

## Servicios
No presta servicios de pasajeros ni de cargas. Sus vías corresponden al Ramal A del Ferrocarril General Belgrano.